# Пирин
Пирин је планина у југозападној Бугарској. Припада Родопским планинама.